# Orgilus balcanicus
Orgilus balcanicus är en stekelart som beskrevs av Taeger 1989. Orgilus balcanicus ingår i släktet Orgilus och familjen bracksteklar. Inga underarter finns listade i Catalogue of Life.